# Zespół Szkół Technicznych we Włocławku
Zespół Szkół Technicznych we Włocławku – jedna z najstarszych placówek oświatowo-wychowawczych we Włocławku. Istnieje od 1920 roku, a w obecnym gmachu przy ul. Ogniowej 2 mieści się od 1929 roku.
W jego skład wchodzą: Technikum Nr 6 i Zasadnicza Szkoła Zawodowa Nr 6.

## Historia[1]
1 sierpnia 1920 powstała Państwowa Niższa Szkoła Techniczna we Włocławku, która 1 września 1926– przekształciła się w Państwową Szkołę Rzemieślniczo-Przemysłową. W 1929 wybudowano obecny gmach szkoły i ulokowano w nim Państwowe Gimnazjum Techniczne. W 1935 utworzono Państwowe Gimnazjum Mechaniczne (kierunki: mechaniczny, elektryczny). W czasie II wojny światowej zawieszono działalność edukacyjną, a w budynku działał Szpital Wojskowy. W 1944 zostały spalone przez Niemców warsztaty szkolne. W 1945 nastąpiła odbudowa warsztatów szkolnych, reaktywowanie Państwowego Gimnazjum Elektrycznego oraz uruchomienie Państwowego Liceum Mechanicznego. Została także zmieniona nazwa szkoły na Państwowe Kujawskie Zakłady Naukowo-Techniczne. W 1951 utworzono Technikum Przemysłowo-Pedagogiczne, a  1970 – Pedagogiczną Szkołę Techniczną. W 1975 zmieniono nazwę na Pedagogiczne Studium Techniczne, a w 1976 na Zespół Szkół Zawodowych, w którego skład wchodziło Studium Wychowania Przedszkolnego i Studium Nauczania Początkowego. W 1986 utworzono 6-letnie Studium Nauczycielskie. W 1991 powstało liceum ogólnokształcące o kierunku pedagogicznym. W 1993 utworzono Technikum Mechaniczne i Policealne Studium Zawodowe. W 1996 zmieniono nazwę szkoły na Zespół Szkół Technicznych. W 1999 utworzono liceum ogólnokształcące i liceum techniczne. W 2002 powstało Liceum profilowane i Technikum Mechaniczne. W 2012 wygaszono typ szkoły Liceum Profilowane. Decyzja ta została podjęta z powodu reformy szkolnictwa zawodowego.